# Klumpfisk
Klumpfisk (Mola mola) er den tungeste art af benfisk der er kendt i verden. Den kan blive op til 3,33 meter lang og have en vægt på 2.300 kg, men gennemsnitsvægten er op til 1000 kg og dens gennemsnitslængde er 1,8 meter. På trods af en ellers konventionel øjestilling, så synes det at være vilkårligt om fisken svømmer "oprejst" eller liggende på siden, og dette skifter fra tid til anden. 
Klumpfisken lever i overvejende grad af gopler, som den fanger på ned til 600 meters dybde. Dette er også med til at forklare fiskens vane med at lægge sig fladt i havoverfladen og "slikke sol"; fisken har brug for varmen fra solen til at varme sig op efter at have taget disse dybe dyk til koldt vand efter føde.